# Ochrosia moorei
Ochrosia moorei là một loài thực vật có hoa trong họ La bố ma. Loài này được (F.Muell.) Benth. mô tả khoa học đầu tiên năm 1868.